# SMS Möwe
La SMS Möwe è stata una delle più importanti navi corsare tedesche della prima guerra mondiale.
Dopo il fallimento nella guerra di corsa dei transatlantici, afflitti da un consumo di combustibile troppo elevato per eseguire missioni prolungate, i tedeschi si ritrovarono a sperimentare l'impiego di navi mercantili, dall'aspetto esteriore praticamente insignificante, per poter passare più facilmente nelle aree sorvegliate dalle marine nemiche e approssimarsi ai bersagli senza destare molta attenzione. 
Una delle navi scelte fu la Pungo, una bananiera praticamente nuova, che aveva la caratteristica, data la merce trasportata, di essere ragionevolmente veloce, ma con un consumo accettabile per l'apparato motore alternativo, di potenza non elevatissima e di facile manutenzione anche lontano dai porti. La struttura era di una nave commerciale, con un unico grande fumaiolo e 2 alberi a prua e poppa.
Venne trasformata in maniera efficiente, con una stiva per mine, cannoni e siluri ben mimetizzati lungo la fiancata, dietro a pannelli abbattibili. 
La prima missione della nave venne lanciata alla fine del 1915, al comando del capitano, il conte Nikolaus zu Dohna-Schlodien, ex-ufficiale dell'incrociatore Posen, che si sarebbe dimostrato un ottimo capitano corsaro.
Il capodanno del 1916 la nave lo passò posando un campo minato tra la Scozia e le Orcadi, che causarono una bruttissima sorpresa agli inglesi, dimostrando quanto pericolose possano essere le mine a prescindere dal valore della nave che le porta: infatti provocarono ingenti danni alla nave da battaglia King Edward VII al largo di Capo Wrath Scozia (imbarcò acqua nella sala macchine e nemmeno dodici ore dopo si capovolse e affondò). Posò l'altra metà del considerevolissimo carico di mine da fondo nel golfo di Biscaglia. Poi, in poco più di 6 settimane, praticò una guerra di corsa che portò alla cattura di ben 15 navi (tutte, eccetto una, di bandiera britannica) per 57.520 tonnellate; di queste 13 furono affondate e due inviate con il loro carico e prigionieri in patria. Quando, dopo 67 giorni di mare, rientrò in Germania la sua fama era tanto grande che il Kaiser ordinò che venisse scortata da una squadra da battaglia fino a Wilhelmshaven.
Dopo la revisione del motore, la nave ripartì per una seconda missione che ebbe persino più successo. Il comandante, nel frattempo insignito dalla decorazione Pour le Mérite, era sulla plancia di comando anche il 22 novembre 1916 quando la nave uscì dal porto. Ancora una volta aggirò la sorveglianza delle marine alleate, affondò altre 25 navi per un totale di 123.456 t incluse unità armate, come l'Otaki, che rispose con una certa veemenza.
Nonostante le 40 navi mandate a picco per circa 180.000 tonnellate (18,5 volte il suo dislocamento), la Möwe (come anche la Wolf, altro corsaro di successo) non riuscì a cambiare in maniera decisiva gli eventi che portarono alla sconfitta degli imperi centrali, né era ragionevole pensarlo, ma si dimostrò molto efficiente in termini di costo-efficacia.
Certamente la Möwe fu un modello di successo, che ispirò le imprese delle navi corsare del conflitto mondiale successivo, anche se nella seconda parte della guerra il potere aeronavale alleato rese piccolo anche l'oceano.
Con la firma dell'armistizio e poi del trattato di pace, la Möwe come altre navi da battaglia tedesche di stazza superiore alle 3.000 t venne consegnata agli inglesi. Dopo averla requisita e disarmata essi la vendettero alla compagnia Elderss & Fysse che la ribattezzò Greenbrier tornando alla sua occupazione primaria, cioè il trasporto di banane e frutta dalle Indie Occidentali in Inghilterra. Venne poi riacquistata nel 1933 da una compagnia tedesca e rinominata Oldenburg. L'ora fatale della Möwe, ora Oldenburg, scattò il 7 aprile 1945, mentre era in servizio come unità di trasporto in Norvegia, venne colpita e affondata da un attacco aereo compiuto da bombardieri della RAF.

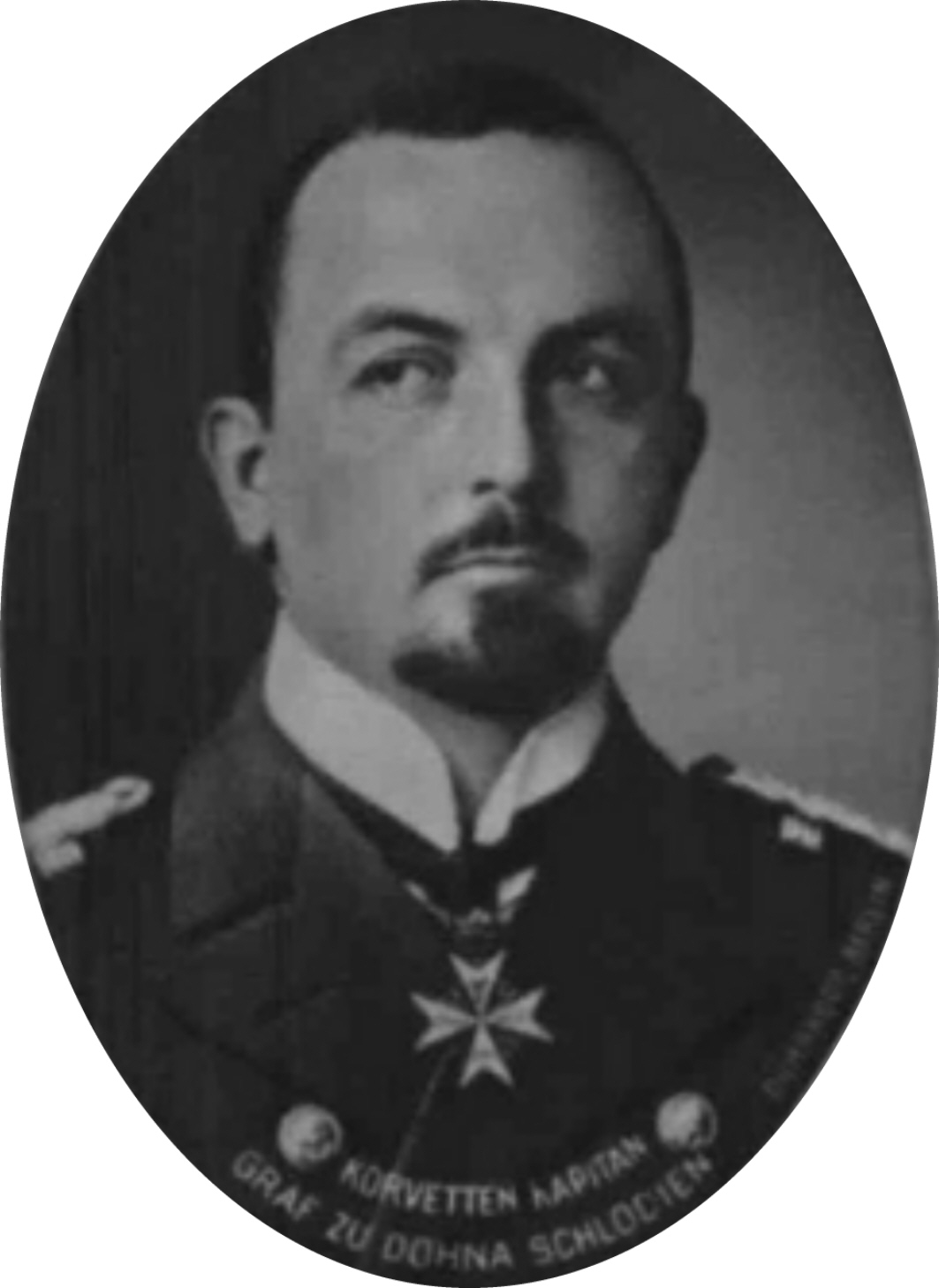
Ritratto del comandante zu Dohna-Schlodien

## Comandanti
| dal novembre 1915 al marzo 1917 | Korvettenkapitän zu Dohna-Schlodien |
| da marzo a dicembre 1917        | Kapitänleutnant Wolf                |
| da gennaio a novembre 1918      | Kapitänleutnant Julius Lauterbach   |